# Dwars Door De Week
Dwars Door De Week is een Nederlands satirisch televisieprogramma op NPO 1, gepresenteerd door Sophie Hilbrand vanaf 16 september 2017.
Twee bekende gasten spelen een nieuwsquiz waarin de opvallendste gebeurtenissen van de afgelopen week worden besproken. Persiflages zijn een vast onderdeel van het programma.
Persiflages waren in handen van o.a.
Tim Kamps, Wart Kamps, Roel Bloemen, Paul Groot, Ruud Smulders en Owen Schumacher.